# 長野智子
長野 智子（ながの ともこ、1962年12月24日 - ）は、日本のニュースキャスター、フリーアナウンサー、ジャーナリスト。元専修大学特任教授。元フジテレビのアナウンサー。
所属事務所は古舘プロジェクトで、2014年1月から2021年4月までハフポスト日本版の編集主幹を務めた。

## 来歴
アメリカ合衆国ニュージャージー州生まれ。ただし、物心ついてから後述の渡米までは、2回程度旅行での渡米経験があるのみだった。
日本への帰国後、田園調布雙葉中学校・高等学校、上智大学外国語学部英語学科卒業。ユタ州に3か月のホームステイ経験がある。同大学への在学中、文化放送『ミスDJリクエストパレード』月曜日のパーソナリティーを担当（1982年12月 - 1983年6月）。1985年、フジテレビに入社。同期アナウンサーは三宅正治、軽部真一、松田朋恵、永麻理、小田多恵子（新人研修中に本人の希望により一般職転向）。入社後は数々の人気番組に出演。1990年、28歳の時に商社マンと結婚し退社。子はいない。その後、フリーアナウンサーとなる。1995年、夫のアメリカ赴任に伴い渡米。ニューヨーク大学大学院メディアエコロジー専攻で学びながら、フジテレビの現地リポーターなどをした。1999年、同大学院修士課程を修了。
2000年、テレビ朝日の報道番組『ザ・スクープ』のキャスターの話が舞い込む。一人で帰国することにとまどいを感じたが、夫から「報道番組はあなたの夢でしょ。なんのために大学院で苦労してジャーナリズムを学んだの」と背中を押され、同年4月から鳥越俊太郎と共に同番組のキャスターを担当した。
2001年9月11日、同時多発テロ事件が発生。日本のテレビ報道では米国発のニュースを主に流し、報復攻撃やむなしとの機運が高まるが、「米国だけが正義なのか」という疑問を抱いた鳥越は、長野に中東に飛ぶよう指示。 同月、イスラエルのパレスチナ自治区に入った。現地からの中継で「米国が武力行使しても何の解決にもならない」と言い切り、注目を集める。アフガニスタン空爆開始（10月7日）の前週にパキスタン入りし、現地取材を続けた。
『ザ・スクープ』のほか、テレビ朝日の各報道番組『報道ステーション』、『Sunday!スクランブル』、『報道ステーション SUNDAY』、『サンデーステーション』で活躍した。
TBSラジオなど他局も出演していたものの、2004年から2020年まで、テレビ朝日専属扱いで、同局系の報道番組に数多く出演していた。2014年1月、朝日新聞社の提携によって運営するハフポスト日本版の編集主幹に就任した。2019年6月、国連UNHCR協会の報道ディレクターに就任。2020年9月27日放送の『サンデーステーション』を最後に、テレビ朝日で20年半務めた報道番組のキャスターを卒業した。同年10月1日からは、かつて所属していたフジテレビ『情報プレゼンター とくダネ!』でコメンテーターとして出演。フリー転身後にフジテレビの番組にレギュラー出演するのは、ニューヨーク中継として出演していた『めざましテレビ』以来、20年ぶりとなる。
2021年4月末、ハフポスト日本版の編集主幹を退任。同年3月、世界経済フォーラムはジェンダー・ギャップ指数の国別順位を発表。日本は156カ国中120位で、中でも政治分野は147位に沈んだ。日本における長年の「ジェンダー不平等」の原因を知りたいと思った長野は、同年5月12日、田原総一朗とともに超党派の女性議員による「クオータ制実現に向けての勉強会」を立ち上げた。事務局長を務め、第1回の会合には7つの政党から計7人の国会議員が参加した。
同年6月22日、ニュースサイト「朝日新聞デジタル」は、ニュースへのコメントを閲覧できる新機能「コメントプラス」を本格スタート。長野は、朝日新聞社が社外から迎えたコメンテーター27人の中のひとりに選ばれた。
2024年3月18日、特定非営利活動法人国連UNHCR協会の理事に就任。

## 人物
- 身長167cm[21]。兄が一人いる。母子家庭で育った。
- 先祖に戦国時代の武将、長野業正がいる。曾祖父は、万延元年遣米使節の通詞（通訳）見習として日米修好通商条約の批准書交換の派遣船（米国軍艦ポーハタン号）で渡米し、明治維新後は新政府に勤めた長野桂次郎（立石斧次郎）である[22]。
- 朝日放送（現：朝日放送テレビ）の人気番組であった『プロポーズ大作戦』の「フィーリングカップル5vs5」に、上智大学「ミスDJチーム」の一員として出演した経歴がある（相手男性陣とはカップルにはならず）。

## 出演

### レギュラー出演
- 長野智子アップデート（文化放送）
- あなたのそばに歎異抄（文化放送）- ナレーター
- JAM THE WORLD UP CLOSE（SPINNER） - 週替わりMC
- テレビなラジオ（Audee）- MC

### 連載
- 「聞いて、見て、考えた」（日経ARIA）
- 「文春オンライン」（文藝春秋）
- 「コメントプラス」（朝日新聞デジタル）

### テレビ番組
フジテレビアナウンサー時代
報道・情報番組の出演経歴
| 期間          | 期間          | 番組名              | 役職       |
| ------------- | ------------- | ------------------- | ---------- |
| 1986年4月1日  | 1987年9月30日 | FNNモーニングコール | 司会       |
| 1989年3月17日 | 1989年3月17日 | FNNスピーク         | キャスター |
| 1989年4月3日  | 1990年3月30日 | トークシャワー      | 司会       |

バラエティ番組の出演経歴
- THE 地球CONCERT LIVE AID（1985年）
- 所さんのただものではない! - 解答者
- オレたちひょうきん族（1986年9月27日 - 1989年4月、10月7日） - 「ひょうきんベストテン」3代目サブ司会・ひょうきんアナ。初代は先輩の山村美智子、2代目は同じく先輩の寺田理恵子。
- アナウンサーぷっつん物語（1987年） - 本人役
- TVハッカー（1987年） - 「ハッカーアナウンサー」との肩書で、日本全国の生中継を担当。
- 火曜ワイドスペシャル 世界の超豪華・珍品料理（1987年 - 1988年） - 同局先輩女性アナウンサーの益田由美らと数回食レポーターを担当。
- 流行レーダー
- ヒットスタジオInternational → ヒットスタジオR&N - 『R&N』への出演は戸川純の代打司会で、この番組がフジテレビアナウンサーとしての最後の出演となった。

フリー転身後
報道・情報番組の出演経歴
| 期間            | 期間            | 番組名                                   | 役職                   | 備考 |
| --------------- | --------------- | ---------------------------------------- | ---------------------- | --- |
| 1990年4月       | 1995年3月       | 徳光のTVコロンブス（テレビ東京）         | パネラー出演           | |
| 1992年10月      | 1994年3月       | トランタン白書（テレビ東京）             | 司会                   | |
| 1994年4月       | 1999年6月       | 情報!ソースが決め手（テレビ東京）        | 司会                   | |
| 1999年10月4日   | 2000年3月31日   | めざましテレビ（フジテレビ）             | ニューヨークレポーター | |
| 2000年4月       | 2012年1月15日   | ザ・スクープ（テレビ朝日）               | 進行役                 | テーマによっては取材も担当、2002年10月に単発放送に移行後も出演                                           |
| 2003年6月放送分 | 2011年8月放送分 | 朝まで生テレビ!（テレビ朝日）            | 司会                   | 『報道ステーション SUNDAY』のキャスター就任に伴い、降板                                                  |
| 2004年4月       | 2011年9月       | 報道ステーション（テレビ朝日）           | フィールドキャスター   | 特別リポーターを担当                                                                                     |
| 2006年4月       | 2011年9月       | サンデースクランブル（テレビ朝日）       | メインキャスター       | 『報道ステーション SUNDAY』のキャスター就任に伴い、降板                                                  |
| 2008年11月      | 2011年9月       | 報道発 ドキュメンタリ宣言（テレビ朝日）  | ナビゲーター           | 2010年4月以降、改編による枠移動に伴い、ローカル番組に降格、『報道ステーション SUNDAY』の開始に伴い、終了 |
| 2011年10月      | 2017年3月       | 報道ステーション SUNDAY（テレビ朝日）    | 進行キャスター         | 『サンデーステーション』の開始およびキャスター就任に伴い、終了                                           |
| 2017年4月       | 2020年9月       | サンデーステーション（テレビ朝日）       | 進行キャスター         | 番組の枠移動に伴い、降板                                                                                 |
| 2020年10月1日   | 2020年10月1日   | 情報プレゼンター とくダネ!（フジテレビ） | ゲストコメンテーター   | |

報道・情報番組以外の出演経歴
- 三枝の愛ラブ!爆笑クリニック（関西テレビ） - パネラー
- ビートたけしのお笑いウルトラクイズ 第5回・第7回（1991年1月1日・1991年9月30日、日本テレビ） - アシスタント
- 思い出のベストテン（TBS） - 司会者
- 植木等デラックス（毎日放送）
- クイズ!その時どうした!!（テレビ朝日） - 司会者
- 今夜だけ!ご本家復活ザ・ベストテンスペシャル（1991年10月2日、TBS） - 司会
- 総決算!ザ・ベストテン1991年末スペシャル （1991年12月28日、TBS） - 司会
- 一枚の写真（1992年、フジテレビ）
- なんとかしてヨ!（テレビ東京） - 司会者
- ダウトをさがせ!（毎日放送）
- FNS1億2,000万人のちびっこクイズ王決定戦!（1992年8月14日、フジテレビ） - リポーター
- 元旦まで感動生放送!史上最大39時間テレビ「ずっとあなたに見てほしい年末年始は眠らない」（1992年12月31日 - 1993年1月1日、TBS） - 『サザンオールナイト ロック怪獣サザン伝説』内「知ってるくせに?!」にてアシスタントを担当。
- 所さんのお騒がせデス（読売テレビ） - 司会者
- 世界とんでも!?ヒストリー（テレビ朝日） - 解答者
- テレコンワールド（テレビ東京）
- まっ昼ま王!!（1994年 - 1995年、テレビ朝日） - 木曜「濡れてにアワー!!」出題者
- 山田邦子のしあわせにしてよ（TBS）
- オールスター感謝祭（TBS）
  - オールスター感謝祭'95超豪華!クイズ決定版この春お待たせ特大号
  - オールスター感謝祭'95超豪華!クイズ決定版この秋お待たせ特大号
- ボクらの時代（2018年5月6日、フジテレビ）※かつての同僚八木亜希子、上智大学の後輩である島田彩夏（フジテレビアナウンサー）と共演。前回エンディングの次回予告では「あの人（=長野）が18年ぶりフジテレビ出演。」と紹介されていた。

### ラジオ
- MOONLIGHT 抱きしめて!!（1991年4月 - 9月、文化放送） - 月曜日担当
- NISSAY My Life Music〜リアルタイム・トーク・ライブ〜（TOKYO FM）
- BATTLE TALK RADIO アクセス（2003年4月 - 2004年3月、TBSラジオ）
- あなたのそばに歎異抄（2021年4月4日 - 、文化放送）
- 大竹まこと ゴールデンラジオ!（2021年7月1日、文化放送）- ゲスト
- 長野智子アップデート（2024年4月1日 - 、文化放送）[23]

## 著書
- 『運命を感じる瞬間』扶桑社、1994年5月。ISBN 9784594013905。
- 『デリシャスな結婚』世界文化社、1995年7月。ISBN 9784418955107。
- 『普段着のニューヨーク』扶桑社、1997年5月。ISBN 9784594022396。
- 『可笑しなアメリカ不思議なニホン NYのメディアを通して見えてきた新しい世界感覚』青春出版社、2001年2月。ISBN 9784413032469。
- 『ニュースの現場から』NTT出版、2002年10月。ISBN 9784757140455。
- 『麻薬の運び屋にされて』扶桑社、2003年8月。ISBN 9784594041526。
  - メルボルン事件を描いたノンフィクション。
- 『踏みにじられた未来 御殿場事件、親と子の10年闘争』幻冬舎、2011年12月。ISBN 9784344021136。
  - 御殿場事件を描いたノンフィクション。

## レコード
- 「気分は、はじけるピーチ」（1986年）
  - 『FNNモーニングコール』の初代テーマソングで、当時の同僚アナウンサー・川端健嗣とのデュエット曲。
  - 既に廃盤になっており、リリース枚数も非常に少なかったために現在では入手困難。
  - 東海テレビでは、同局ローカル版の司会者（アナウンサー・タレント）が歌ったバージョンがオンエアされていた（非売品）。